# Ärkebiskop av Canterbury
Ärkebiskopen av Canterbury (engelska: Archbishop of Canterbury) är biskop i Canterbury stift, Engelska kyrkans primas (Primate of all England) och Anglikanska kyrkogemenskapens främste biskop.
Sedan kung Henrik VIII av England bröt med Rom har ärkebiskopen av Canterbury utsetts av den engelska, sedermera brittiska monarken. Numera görs valet i hans eller hennes namn av premiärministern utifrån ett urval från en kommitté.
Ärkebiskopens officiella residens i Canterbury är Old Palace, belägen på katedralsområdet och med anor från 1000-talet. Här har även hans suffraganbiskop biskopen av Dover sitt residens. Ärkebiskopen tillbringar dock merparten av sin tid vid sitt officiella residens i London, Lambethpalatset, där ärkebiskopens huvudsakliga bostad och ärkebiskopskansliet finns.
Sedan 7 januari 2025 är ämbetet vakant, efter att kung Charles III godtagit ärkebiskop Justin Welbys avskedsansökan. Under vakansen har ärkebiskopens nationella och internationella uppgifter delegerats till ärkebiskopen av York, hans ledarskap av Canterburys kyrkoprovins till biskopen av London, medan hans åtaganden som stiftsbiskop i Canterbury stift fortsätter att handhas av suffraganbiskopen av Dover.

## Lista över ärkebiskopar av Canterbury
Sedan 1783 har ärkebiskopsämbetet innehavts av följande personer:
- 1783–1805: John Moore
- 1805–1828: Charles Manners Sutton
- 1828–1848: William Howley
- 1848–1862: John Bird Sumner
- 1862–1868: Charles Thomas Longley
- 1868–1882: Archibald Campbell Tait
- 1883–1896: Edward White Benson
- 1896–1902: Frederick Temple
- 1903–1928: Randall Davidson
- 1928–1942: Cosmo Gordon Lang
- 1942–1944: William Temple
- 1945–1961: Geoffrey Fisher
- 1961–1974: Michael Ramsey
- 1974–1980: Donald Coggan
- 1980–1991: Robert Runcie
- 1991–2002: George Carey
- 2002–2012: Rowan Williams
- 2013–2025: Justin Welby